# 調音部位

調音部位

唇音
両唇音
唇歯音
舌頂音
舌尖音 / 舌端音
舌唇音
歯間音
歯音
歯歯茎音
歯茎音
後部歯茎音
そり舌音
歯茎硬口蓋音
舌背音
硬口蓋音
軟口蓋音
口蓋垂音
咽喉音
咽頭音
喉頭蓋音
声門音
二重調音
両唇軟口蓋音

▶ 調音方法

調音部位（ちょうおんぶい、英語: place of articulation）または調音位置（ちょうおんいち）とは、子音の調音に際して声道内で空気の流れを妨げる場所のことを言う。

## 概要
子音を記述する際に考慮しなければならない要因の1つに、声道のどこで阻害が生じているか、というものがある。調音部位は動かせない受動調音器官（主に上あご周辺にあり、唇と声帯以外動かせない）と、受動調音器官の方向に動かせる能動調音器官（舌など口内下部にある）の名称を使って記述する。
従来、調音点（ちょうおんてん、英語: point of articulation）と呼ばれていたが、ある程度面積をもっているので、最近では調音部位、調音位置、調音の位置などが使われる。

## 調音器官

1.外唇 2.内唇 3.歯 4.歯茎 5.後部歯茎 6.前部硬口蓋 7.硬口蓋 8.軟口蓋 9.口蓋垂 10.咽頭 11.声門 12.喉頭蓋 13.舌根　14.後舌面 15.前舌面 16.舌端 17.舌尖 18.舌端裏

## 調音
- 両唇音 - 上唇←下唇
- 唇歯音 - 上歯←下唇
- 舌唇音 - 上又は下唇←舌尖・舌端
- 歯音 - 上歯裏←舌尖・舌端
- 歯茎音 - 歯茎←舌端
- そり舌音 - 後部歯茎←舌尖
- 後部歯茎音 - 後部歯茎←舌端
- 硬口蓋音 - 硬口蓋←前舌面
- 軟口蓋音 - 軟口蓋←後舌面
- 口蓋垂音 - 口蓋垂←後舌面
- 咽頭音 - 咽頭←舌根
- 声門音 - 声帯

調音部位は子音を分類する際、発声の次、2番目に置かれる。
- 例）[p] - 無声・両唇・破裂音